# Anna Pławska
Anna Pławska (ur. 14 maja 1931 w Hajnówce, zm. 6 maja 2023 w Gdańsku) – polska lekarka, poseł na Sejm PRL VIII kadencji.

## Życiorys
Z zawodu lekarz, uzyskała wykształcenie wyższe na Wydziale Lekarskim Akademii Medycznej w Gdańsku w 1954. W tym samym roku rozpoczęła pracę w gdańskiej służbie zdrowia jako lekarz pediatra. Była ordynatorem oddziału w Specjalistycznym Zespole Opieki Zdrowotnej nad Matką i Dzieckiem w Gdańsku-Oliwie. W 1980 uzyskała mandat posła na Sejm PRL VIII kadencji w okręgu Gdańsk. Zasiadała w Komisji Pracy i Spraw Socjalnych, Komisji Zdrowia i Kultury Fizycznej oraz Komisji Polityki Społecznej, Zdrowia i Kultury Fizycznej.